# Arigomphus cornutus
Arigomphus cornutus är en trollsländeart som först beskrevs av Tough 1900.  Arigomphus cornutus ingår i släktet Arigomphus och familjen flodtrollsländor. Inga underarter finns listade i Catalogue of Life.

## Bildgalleri

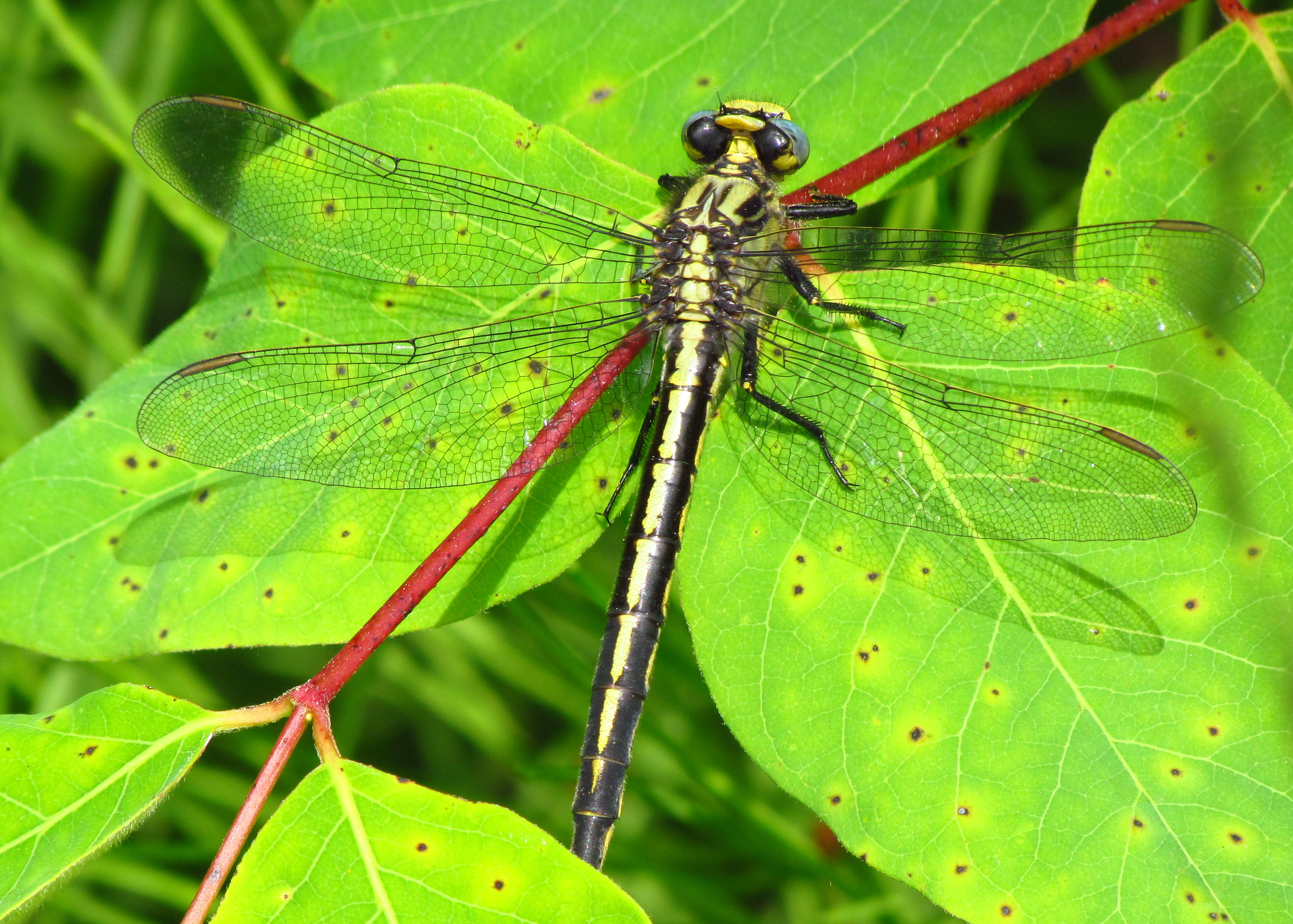